# Atletica leggera ai Giochi della XXIX Olimpiade - Salto triplo femminile

Video della Finale

Ai Giochi della XXIX Olimpiade, tenutisi a Pechino nel 2008, la competizione del salto triplo femminile si è svolta il 15 e il 17 agosto presso lo Stadio nazionale di Pechino.

## Presenze ed assenze delle campionesse in carica
| Competizione         | Atleta              | Prestazione | Pechino 2008 |
| -------------------- | ------------------- | ----------- | ------------ |
| Olimpiadi 2004       | Françoise Mbango    | 15,30 m     | Presente     |
| Commonwealth 2006    | Trecia Smith        | 14,39 m     | Presente     |
| Europei 2006         | Tat'jana Lebedeva   | 15,15 m     | Presente     |
| Coppa del mondo 2006 | Tat'jana Lebedeva   | 15,13 m     | Presente     |
| Asiatici 2006        | Xie Limei           | 14,37 m     | Presente     |
| Panamericani 2007    | Yargelis Savigne    | 14,80 m     | Presente     |
| Africani 2007        | Yamilé Aldama       | 14,46 m     | Presente     |
| Mondiali 2007        | Yargelis Savigne    | 15,28 m     | Presente     |
|                      |                     |             |              |
| Mondiali junior 2004 | Anastasiya Taranova | 13,94 m     | Non selez.   |

## Gara
Al primo turno Marija Šestak azzecca un salto oltre i 15 metri: è record nazionale sloveno. La campionessa europea, Tat'jana Lebedeva, inizia con 15,00. Hrysopiyí Devetzí (Grecia), un'altra delle favorite, atterra a 4 cm di distanza dalla russa (14,96). Il miglior salto è della campionessa in carica, Françoise Mbango Etone, che è capace di arrivare fino a 15,19.
Al secondo turno la Lebedeva sale al secondo posto (15,17), ma viene sopravanzata dalla greca, che sale in testa alla classifica (15,23). La Mbango non sta a guardare e infila un salto perfetto a 15,39: è il nuovo record olimpico (precedente: Inesa Kravec', 15,33 nel 1996).
La Lebedeva non ci sta: 15,32 al terzo salto, mentre la Devetzí e la Mbango eseguono un nullo. Il podio al termine dei primi tre salti è: Mbango-Lebedeva-Devetzí.
La seconda serie di salti è negativa per tutte le protagoniste della prima: Tat'jana Lebedeva inizia con 14,40 e finisce con due nulli. Ancora peggio la Devetzí: tre nulli. La Mbango esegue due salti validi, entrambi di poco superiori a 14,80.
Altre due atlete invece si portano oltre i 15 metri: Yargelis Savigne con 15,05 e Ol'ga Rypakova con 15,11 (nuovo record del Kazakistan e dell'Asia).

## Risultati

### Finale
Domenica 17 agosto, ore 21:30.
Le migliori 8 classificate dopo i primi tre salti accedono ai tre salti di finale.
| Pos    | Paese e Atleta         | Ordine di salto | 1° salto | 2° salto | 3° salto | 4° salto | 5° salto | 6° salto | Miglior Misura | Note                              |
| ------ | ---------------------- | --------------- | -------- | -------- | -------- | -------- | -------- | -------- | -------------- | --------------------------------- |
|        | Françoise Mbango Etone | 9               | 15,19    | 15,39    | x        | 14,82    | x        | 14,88    | 15,39          | Record olimpico · Record africano |
|        | Ol'ga Rypakova         | 12              | x        | 14,83    | 14,93    | 15,03    | 15,11    | x        | 15,11          | Record asiatico                   |
| Bronzo | Yargelis Savigne       | 2               | x        | 14,87    | 14,77    | 15,05    | x        | 14,91    | 15,05          |                                   |
| 4      | Marija Šestak          | 3               | 15,03    | 14,65    | x        | 14,46    | 14,47    | 14,75    | 15,03          | Record nazionale                  |
| 5      | Victoria Gurova        | 6               | 14,38    | 14,04    | 14,77    | x        | 14,65    | x        | 14,77          |                                   |
| 6      | Anna Pjatych           | 11              | 14,67    | 14,73    | 14,57    | x        | 14,67    | 14,28    | 14,73          |                                   |
| 7      | Ol'ga Saladucha        | 5               | 12,78    | 14,70    | 11,29    |          |          |          | 14,70          |                                   |
| 8      | Kaire Leibak           | 4               | 12,19    | 14,13    | x        |          |          |          | 14,13          |                                   |
| 9      | Tricia-Kaye Smith      | 1               | 14,12    | 13,75    | x        |          |          |          | 14,12          |                                   |
| 10     | Xie Limei              | 10              | 14,09    | 13,94    | 13,67    |          |          |          | 14,09          |                                   |
| dq     | Tat'jana Lebedeva      | 8               | 15,00    | 15,17    | 15,32    | 14,40    | x        | x        | 15,32          |                                   |
| dq     | Hrysopiyí Devetzí      | 7               | 14,96    | 15,23    | x        | x        | x        | x        | 15,23          |                                   |

Considerando i salti validi, quattro concorrenti sono andate oltre 15 metri: viene eguagliato il record assoluto stabilito quattro anni prima ad Atene.

Il salto vincente di Françoise Mbango Etone è il secondo salto più lungo della storia, dopo il record mondiale di Inesa Kravec' (15,50 nel 1995).
Legenda:
- x : salto nullo
- RM = record del mondo
- RO = record olimpico
- AF = record africano
- AM = record americano
- AS = record asiatico
- EU = record europeo
- MS = Migliore prestazione mondiale dell'anno;
- RN = record nazionale
- RP = Record personale